# John Henry Patterson
Il tenente-colonnello John Henry Patterson DSO (Forgney, 10 novembre 1867 – Bel Air, 18 giugno 1947) è stato un soldato, cacciatore, scrittore, ingegnere e sionista anglo-irlandese. Scrisse nel 1907 The Man-Eaters of Tsavo, libro che elenca in dettaglio le sue esperienze durante la costruzione di un ponte ferroviario sul fiume Tsavo in Kenya nel 1898-1899.
Nel film del 1996 della Paramount Pictures Spiriti nelle tenebre, Patterson è interpretato dall'attore Val Kilmer.

## Biografia

### Gioventù e il servizio militare
Patterson nacque nel 1867 a Forgney nella Contea di Westmeath in Irlanda da un padre protestante e da una madre cattolica romana. Patterson, all'età di diciassette anni entrò nell'esercito britannico aumentando rapidamente di grado, divenendo comandante della Legione Ebraica (inquadrata nel reggimento dei Royal Fusiliers) e alla fine diventò tenente-colonnello nella Yeomanry Essex, ritirandosi dai militari nel 1920. Nel 1898, Patterson venne commissionato dalla società Compagnia britannica dell'Africa Orientale per supervisionare la costruzione di un ponte ferroviario sul fiume Tsavo, nell'attuale Kenya. 

Arrivò sul luogo il 20 marzo dello stesso anno.

### L'avventura nello Tsavo
Quasi subito dopo il suo arrivo, due leoni iniziarono ad attaccare gli operai di notte, tirandoli fuori dalle loro tende e mangiandoli nella savana antistante lo Tsavo. Nonostante le costruzioni di barriere spinose (boma) messe attorno al cantiere e falò accesi nella notte, gli attacchi aumentarono drasticamente, al punto cui la costruzione del ponte cessò e gli operai fuggirono dalla paura.
Patterson tentò di mantenere la sua autorità e anche la sua sicurezza personale, contro gli operai sempre più superstiziosi, molti dei quali erano convinti che i leoni fossero spiriti maligni, che fossero venuti per punire tutti coloro che avevano lavorato a Tsavo e accusarono proprio Patterson di questi avvenimenti, perché gli attacchi erano iniziati subito dopo il suo arrivo. Il mangiare così tanti uomini venne considerato un comportamento insolito per i leoni, e finalmente fu confermato essere il lavoro di un paio di maschi leonini, che furono ritenuti responsabili di 140 vittime tra gli operai, anche se il numero dei morti è tutt'oggi incerto a causa della mancanza di accurate registrazioni.